# Las Tres Villas
Las Tres Villas is een dorp en gemeente in de provincie Almería en in de regio Andalusië. Las Tres Villas heeft een oppervlakte van 85 km² en met 665 inwoners.

## Burgemeester
De burgemeester van Las Tres Villas is Virtudes Teresa Perez Castillo.

## Demografische ontwikkeling

### Volkstellingen
Bron: INE, 1991-2011: volkstellingen
Opm.: Las Tres Villas ontstond in 1976 door de fusie van de gemeenten Doña María Ocaña en Escúllar

### Jaarcijfers
| Jaar | Inwoners |
| ---- | -------- |
| 1996 | 686      |
| 1998 | 630      |
| 1999 | 605      |
| 2000 | 607      |
| 2001 | 601      |
| 2002 | 588      |
| 2003 | 663      |
| 2004 | 632      |
| 2005 | 587      |
| 2006 | 581      |
| 2007 | 682      |
| 2008 | 690      |
| 2009 | 656      |
| 2010 | 655      |
| 2011 | 706      |
| 2012 | 665      |